# L'Obélisque
L'Obélisque est le 12e album de la série de bande dessinée Papyrus de Lucien De Gieter. L'ouvrage est publié en 1989.

## Synopsis
Aménopé, l'architecte du roi et son adjoint Imhoutep, malgré les embûches mais avec l'aide de Papyrus et Théti-Chéri taillent, transportent et érigent un obélisque à Thèbes.